# Puebla del Brollón
Puebla del Brollón (w jęz.galicyjskim A Pobra do Brollón) – miasto w Hiszpanii we wschodniej Galicji w prowincji Lugo, znajduje się 62 km od stolicy prowincji.